# 常清高等実践女学校
常清高等実践女学校（じょうせいこうとうじっせんじょがっこう）は、長崎県長崎市にあった女学校。長崎市への原子爆弾投下により大きな被害を受けた教育機関の1つである。

## 概要
1948年（昭和23年）の学制改革により新制高等学校に昇格したものの、翌1949年（昭和24年）に廃止された。跡地には現在長崎カトリックセンターと長崎信愛幼稚園（北緯32度46分39秒 東経129度52分6.5秒 / 北緯32.77750度 東経129.868472度）が建っている。

## 沿革
前史
- 1877年（明治10年）7月9日 - ベルナール・プティジャンの要請により、フランスからショファイユの幼きイエズス修道会の修道女4名が神戸に到着。
- 1880年（明治13年）- 長崎居留地で児童福祉施設を開設。
- 1890年（明治23年）
  - 7月13日 - 長崎県西彼杵郡山里村裏中野（現・長崎市上野町23-22）に浦上修道院が設置される。
  - 9月 - 長崎初のカトリックの小学校として「私立三成女児尋常小学校」が開校。修業年限を4年とする。児童60名が入学し、年度末には180名に増加した。
    - ベルナール・プティジャン後継の司教アルフォンス・クーザンから浦上のカトリック信者の女児のために無月謝の小学校開設の要請があったため。
    - 事業責任者はフランス人シスター、セン・ノルベール（St.Norbert）と日本人シスタールイ・ド・ゴンザグ中川ときえ、センティニヤス赤枝豊野の2名であった。

女学校開設
- 1908年（明治41年）
  - 3月 - 小学校令の改正により、義務教育年限（尋常小学校の修業年限）が4年から6年に延長されたため、運営が困難となり三成女児尋常小学校が廃止される。
    - 小学校児童のほとんどが、最寄りの山里尋常高等小学校に転入した。

  - 5月 - 小学校跡地に「清心幼稚園」が設置され、園児80名が入園。木造平屋建ての園舎には「和洋裁技芸学校」が併設された。
- 1911年（明治44年）- 「清心女子技芸学校」に改称。
- 1929年（昭和4年）- 「清心女学校」に改称。
- 1932年（昭和7年）- 「常清女学校」・「常清幼稚園」に改称。
  - 「清心」から「常清」に改称した原因は、長崎市当局からの勧めによる。長崎市南山手にあった同名の女学校・幼稚園との混同を避けるためであった。
- 1943年（昭和18年）3月21日 - 「財団法人 常清高等実践女学校」に改称。
- 1945年（昭和20年）
  - 8月9日 - 長崎市に原子爆弾が投下され、大きな被害を受けたことにより、当地での授業の再開が困難になる[1]。
  - 9月15日 - 市内大浦南山手16番地で授業を再開。
- 1946年（昭和21年）10月 - 組織改編により「常清高等女学校」となる。
- 1947年（昭和22年）4月1日 - 学制改革により、新制の中学校が併設される。
- 1948年（昭和23年）
  - 4月 - 学制改革により、高等女学校が廃止され、新制高等学校「信愛学園高等学校」が発足。
  - 10月 - 浦上の校地に復帰。
- 1949年（昭和24年）3月31日 - 閉鎖される。

閉校後
- 1949年（昭和24年）4月1日 - 休園していた常清幼稚園が「長崎信愛幼稚園」に改称した上で跡地に開園。
- 1952年（昭和27年）- 被災7周年追悼ミサが執り行われる。長崎信愛幼稚園敷地内に平和の乙女の碑が設置される。
- 1975年（昭和50年）- 被災50周年追悼ミサが執り行われる。赤城墓地に慰霊の碑が建立される。
- 1988年（昭和63年）- 原爆被災碑銘板「原爆によって消失した常清高等実践女学校」が信愛幼稚園正門横に設置される。
- 2008年（平成20年）- 長崎信愛幼稚園において創立100周年記念式典が挙行される。

## 原爆による被害
1945年（昭和20年）8月9日、午前11時2分に投下された原子爆弾により、爆心地（北緯32度46分24.8秒 東経129度51分47.1秒 / 北緯32.773556度 東経129.863083度）から600mの場所にあった常清高等実践女学校の校舎はかろうじて講堂を残しただけで、併設の修道院、幼稚園舎ともども破壊された。当時校地にいた修道女13名と修道生活志願者として修道院に居住していた14名が同年9月10日までに亡くなった。また学徒動員で隣接の長崎県立盲唖学校（現・長崎市橋口町、中華人民共和国駐長崎総領事館、北緯32度46分40.6秒 東経129度51分59.4秒）に設置されていた三菱造船所マルモ工場で作業中の生徒、引率していた教職員も犠牲となった。また現在の長崎信愛幼稚園北東側には原爆投下当時に倒壊した赤レンガを積み上げて作った塀が残されている。